# Ute Gause
Ute Gause (* 22. Juni 1962 in Marl) ist eine deutsche evangelische Theologin und Kirchenhistorikerin.

## Leben
Nach dem Abitur am Albert-Schweitzer-Gymnasium in Marl studierte Gause Grundschullehramt an der Westfälische Wilhelms-Universität Münster mit den Fächern evangelische Theologie, Deutsch und Mathematik. 1990 arbeitete sie als Wissenschaftliche Mitarbeiterin am Lehrstuhl für Mittlere und Neuere Kirchengeschichte bei Martin Brecht und ab 1992 als Wissenschaftliche Assistentin. Mit ihrer Dissertation zum Thema „Paracelsus. Genese und Entfaltung seiner frühen Theologie“, wurde sie im Jahr 1993 zum Dr. theol. promoviert. Anschließend legte sie das Erste Theologische Examen ab (Evangelische Kirche von Westfalen). Von 1996 bis 2007 war Gause Professorin für Kirchen- und Theologiegeschichte im Fach Evangelische Theologie an der Universität Siegen. Seit 2007 ist sie Inhaberin des Lehrstuhls für Reformation und Neuere Kirchengeschichte an der Evangelisch-Theologischen Fakultät der Ruhr-Universität Bochum (RUB).

## Forschungsschwerpunkte
Ute Gause verfolgt einen kompensatorischen Ansatz in der Kirchengeschichte, um die bislang zwar erforschte, aber in Überblicksdarstellungen kaum integrierte Mitarbeit von Frauen in Kirchen und Gemeinden im Sinne einer ergänzenden Frauengeschichtsforschung sichtbar zu machen. Zentral ist die Perspektive einer durch Genderforschung gestützten Kirchengeschichtsschreibung.
Innerhalb der Kirchen- und Diakoniegeschichtsschreibung evangelischer Provenienz stellte die Kategorie „Geschlecht“ eine Forschungslücke dar, deren Schließung sich Ute Gause in ihrer gesamten Forschungsvita zur Aufgabe gemacht hat. Sie setzt hierbei inhaltliche Schwerpunkte:
Es geht es ihr um die Sichtbarmachung theologisch arbeitender Frauen innerhalb der Kirchengeschichte. Zudem findet die Alltags- bzw. Frömmigkeitsgeschichte Berücksichtigung.
Sie plädiert dabei für eine Integration der Diakoniegeschichte in die Kirchengeschichte. Es sollen Diakonissen als Individuen wie als Gestalterinnen von Care-Arbeit sichtbar gemacht werden, sowie die Prägekraft, die Kranken- und Gemeindeschwestern als Multiplikatorinnen christlichen Glaubens in der Gesellschaft hinein entfaltet haben.
Neben ihren Publikationen zur Diakoniegeschichte hat sie sich mit der Epoche der Reformation, ihrer historiographischen Konstitution sowie der Bedeutung diverser theologisch aktiver Frauen wie zum Beispiel Argula von Grumbach und Katharina von Bora auseinandergesetzt.
Zudem hat sich mit der Thematik der Ehe beschäftigt und diese auf mehreren Ebenen untersucht: Nicht nur hat sie die lutherischen Eheideale erforscht,
sondern auch die Priesterehe als reformatorisches Bekenntnis zur Sexualität herausgestellt.

## Mitgliedschaften
- Seit 11/2020 Vorsitzende des Hanna-Jursch-Preis der EKD zur Auszeichnung und Förderung herausragender wissenschaftlicher Arbeiten zur theologischen Frauen- und Genderforschung.
- Seit 11/2010 Mitherausgeberin der Evangelische Theologie
- Seit 2005 hauptverantwortliche Herausgeberin der Reihe „Historisch-theologische Genderforschung“ bei der Ev. Verlagsanstalt Leipzig[8]
- 11/1999 – 10/2002 Mitglied in der Landesarbeitsgemeinschaft Historische Frauenforschung/Feministische Theologie an der Ruhr-Universität Bochum
- Seit 1/2000 Vorsitzende des Wissenschaftlichen Beirats der Fliedner-Kulturstiftung Düsseldorf-Kaiserswerth
- Seit 1999 Mitglied im Netzwerk Diakonische Frauenforschung
- Mitglied im Netzwerk Frauen- und Geschlechterforschung NRW

## Schriften in Auswahl
Monographien
- Töchter Sareptas. Diakonissenleben zwischen Selbstverleugnung und Selbstbehauptung, Leipzig 2019.
- Kirchengeschichte und Genderforschung: Eine Einführung in protestantischer Perspektive (UTB. Bd. 2806), Tübingen 2006.
- Paracelsus: (1493–1541); Genese und Entfaltung seiner frühen Theologie (Spätmittelalter und Reformation/ Neue Reihe. Bd. 4), Tübingen 1993.

Herausgaben
- mit Benedikt Bauer: Sündige Sexualität und reformatorische Regulierungen (Studienreihe Luther, Bd. 20), Bielefeld 2020.
- mit Beate Ego, Ron Margolin und Dalit Rom-Shiloni: Theodicy and Protest, Jewish and Christian Perspectives (Studien zu Kirche und Israel, Bd. 13), Leipzig 2018.
- mit Thomas Söding, Wilhelm Damberg, Isolde Karle: Gottes Wort in der Geschichte, Reformation und Reform in der Kirche, Freiburg i. Br., 2015.
- mit Stephanie Scholz: Ehe und Familie im Geist des Luthertums, Die Oeconomia Christiana (1529) des Justus Menius (Historisch-theologische Genderforschung, Bd. 6), Leipzig 2012.
- mit Cordula Lissner: Kosmos Diakonissenmutterhaus, Geschichte und Gedächtnis einer protestantischen Frauengemeinschaft (Historisch-theologische Genderforschung, Bd. 1), 2. Aufl., Leipzig 2005.
- mit Barbara Heller und Jochen-Christoph Kaiser: Starke fromme Frauen? Eine Zwischenbilanz konfessioneller Frauenforschung heute (Hofgeismarer Protokolle, Bd. 320), Hofgeismar 2000.